# Zelotes bambari
Zelotes bambari FitzPatrick, 2007 è un ragno appartenente alla famiglia Gnaphosidae.

## Etimologia
Il nome della specie deriva dal luogo in cui sono stati rinvenuti gli esemplari nel 1969: la località di Bambari, nella Repubblica Centrafricana.

## Caratteristiche
Questa specie non è stata attribuita a nessun gruppo per la particolare forma dell'epigino finora non riscontrata altrove.
L'olotipo maschile rinvenuto ha lunghezza totale è di 7,08mm; la lunghezza del cefalotorace è di 3,33mm; e la larghezza è di 2,08mm.

## Distribuzione
La specie è stata reperita nella Repubblica Centrafricana centrale: l'olotipo maschile è stato rinvenuto nei pressi della località di Bambari, che appartiene alla prefettura di Ouaka.

## Tassonomia
Al 2016 non sono note sottospecie e dal 2007 non sono stati esaminati nuovi esemplari.